# Iriga
Iriga é uma cidade de quarta classe de renda da cidade na província Camarines Sul, nas Filipinas. De acordo com o censo de 1 maio  de  2020 possui uma população de 114 457 pessoas e 25 276 domicílios.